# Al-Kasabi
Al-Kasabi (arab. القصبي) – miejscowość w Syrii, w muhafazie Dajr az-Zaur. W 2004 roku liczyła 4325 mieszkańców.